# Punt mort (pel·lícula)
Punt mort (títol original en anglès Dead End) és una pel·lícula dirigida per William Wyler i protagonitzada per Sylvia Sidney, Joel McCrea, Humphrey Bogart, Wendy Barrie i Claire Trevor. Basada en peça teatral homònima de Sidney Kingsley, es va estrenar el 27 d’agost de 1937 i rebé quatre nominacions als premis Oscar sense guanyar cap premi.

## Argument
Als barris marginals de Nova York, a l'East River, just a sota del pont de Queensboro, la gent rica viu en apartaments opulents i luxosos a causa de les pintoresques vistes del riu, mentre que els pobres i indigents viuen a prop en cases plenes i infestades de paneroles. Al final del carrer hi ha un moll a l'East River; a l'esquerra hi ha els apartaments de luxe, i a la dreta els barris marginals. La colla de nois de carrer “The Dead End Kids”, liderats per Tommy Gordon, ja estan en el camí cap a una vida farcida de petits delictes. Entre els membres de la colla, a més de Tommy, hi ha Dippy, Angel, Spit, T.B. i Milty, el nou nen de l'edifici a la recerca de nous amics. Spit és una mica maliciós i cruel per lo que inicialment intimida el nouvingut i li agafa els diners que duu a la butxaca. Tanmateix, Tommy finalment deixa que Milty s'uneixi a la colla i resulta ser un amic lleial i generós.
La germana de Tommy, la Drina, somia amb casar-se amb algú de fora del barri ric i elegant, que la salvi a ella i a Tommy de la pobra i miserable vida que porten. Imagina que l’ajudarà a evitar que Tommy acabi esdevenint un mafiós com Hugh "Baby Face" Martin, que ha tornat al barri per visitar la seva mare i la seva xicota de la infància. Dave Connell, criat al mateix carrer que Martin, el reconeix i l'adverteix que es mantingui allunyat, però Martin l’ignora despectivament. Dave, un arquitecte frustrat que treballa en feines ocasionals, és l'amic de la infància de Drina i té una aventura amb Kay Burton, l'amistançada d'un home ric. Tot i que Dave i Kay s'atreuen saben que no poden estar junts perquè ell no pot oferir a Kay el tipus d'estil de vida que ella desitja.
Mentrestant, la colla de nens atrauen a Philip, un nen ric dels apartaments, a un celler on el peguen i el roben. Quan el pare del nen intenta intervenir Tommy acaba apunyalant-lo al braç per lo que s’ha d’amagar de la policia. Posteriorment, Martin és rebutjat per la seva mare, que el denuncia com a assassí, i abandonat per la seva ex-xicota, Francie, que ara és una prostituta. Enfadat per la visita fustrada, decideix segrestar el nen ric i així obtenir un rescat que faci que el viatge hagi valgut la pena. Dave veu en Martin i els seus còmplices planejant el segrest i torna a avisar-lo que se'n vagi. Martin li clava un ganivet i Hunk l'empeny al riu. Aconseguint sortir del riu, Dave persegueix els pinxos, noquejant Hunk i perseguint a Martin pels terrats abans d'acorralar-lo en una escala de bombers. Enmig d'una pluja de bales, aconsegueix ferir mortalment Martin, que cau al carrer de sota. Mentre és a terra, Martin s'enfronta en un tiroteig als agents de policia que s'acosten abans que obrin foc i el matin.
Mentre la policia i una multitud de curiosos es reuneixen al voltant del cadàver, el porter reconeix Spit com a membre de la banda que va atacar el pare del nen ric i l'identifica a l'oficial Mulligan. Spit s'exonera informant a la policia que qui li va clavar el ganivet va ser l'home va ser Tommy, que ha tornat per acomiadar-se de Drina abans de fugir. Mentrestant, Kay s'acosta a Dave i li demana que se'n vagi amb ella i que visquin dels diners de la recompensa que ell ha rebut per matar Martin. Dave s’hi nega i Kay torna amb l'home a qui no estima, però pot proporcionar-li seguretat financera. Tommy s'assabenta de la traïció de Spit, i intenta fer-li la marca del delator, que és una ferida de ganivet a la galta. Abans que pugui fer-ho, Dave intervé, i Drina i ell convencen en Tommy perquè es rendeixi a la policia. Aleshores, Dave s’ofereix utilitzar els diners de la recompensa per pagar la defensa de Tommy. Quan Drina, Dave i Tommy marxen amb Mulligan, la resta dels “Dead End Kids” s'enfilen cap a la nit cantant "Si tingués ales d'àngel, volaria per sobre d'aquestes parets de la presó".

## Repartiment
- Sylvia Sidney (Drina Gordon)
- Joel McCrea (Dave Connell)
- Humphrey Bogart (Hugh "Baby Face" Martin)
- Wendy Barrie (Kay Burton)
- Claire Trevor (Francey)
- Allen Jenkins (Hunk)
- Marjorie Main (Mrs. Martin)
- Charles Peck as Philip Griswald
- Minor Watson (Mr. Griswald)
- James Burke (oficial Mulligan)
- Ward Bond (porter)
- Elisabeth Risdon (Mrs. Connell)
- Esther Dale (Mrs. Fenner)
- George Humbert (Pascagli)
- Marcelle Corday (gobernanta)
- Charles Halton (Whitey)
- Billy Halop (Tommy Gordon)
- Huntz Hall (Dippy)
- Bobby Jordan (Angel)
- Leo Gorcey (Spit)
- Gabriel Dell (T.B.)
- Bernard Punsly (Milton 'Milty')

## Producció
Samuel Goldwyn volia que George Raft interpretés a Martin, el gàngster, però aquest va rebutjar el paper adduint que era massa antipàtic. “Dead End” es va rodar entre el 4 de maig i mitjans de juliol de 1937 en un únic plató enorme. Robert Osborne, historiador del cinema, va declarar que Joel McCrea va tenir dificultats treballant amb Humphrey Bogart, especialment durant l'escena del tiroteig al terrat. Fou la primera pel·lícula en la que aparegué la banda dels “Dead End Kids”.

## Premis i reconeixements
La pel·lícula va obtenir quatre nominacions en la desena edició dels Oscars. Aquestes foren:
- Oscar a la millor pel·lícula
- Oscar al millor disseny de producció (Richard Day)
- Oscar a la millor fotografia (Gregg Toland)
- Oscar a la millor actriu secundària (Claire Trevor)